# Shevah Weiss
Shevah Weiss (en hebreo: שבח וייס‎); (Borysław, 5 de julio de 1935-Tel Aviv, 3 de febrero de 2023) fue un politólogo y político israelí.

## Biografía
Weiss nació en Borysław, Polonia (desde 1945 Boryslav, Ucrania) en una familia judía polaca de Gienia y Meir Wolf Weiss. Fue rescatado por ucranianos y polacos durante la ocupación alemana de Polonia. Como sobreviviente del Holocausto, emigró a Palestina bajo Mandato Británico en 1947. Se graduó de la Universidad Hebrea de Jerusalén con una licenciatura en Relaciones Internacionales en 1961, antes de hacer una maestría en ciencias políticas y estudios judíos contemporáneos y luego un doctorado. En 1975 se convirtió en profesor en la Universidad de Haifa.
Se desempeñó como miembro de la junta del municipio de Haifa entre 1969 y 1981, cuando fue elegido para la Knesset como miembro de Alineamiento. Entre 1988 y 1992, se desempeñó como vicepresidente de la Knesset, y entre 1992 y 1996 como presidente. Perdió su escaño en las elecciones de 1999.
En 2000 se convirtió en presidente del Consejo de Yad Vashem. De 2001 a 2003, se desempeñó como embajador de Israel en Polonia. El 4 de enero de 2004, por su contribución a la cooperación entre Polonia e Israel, el presidente Aleksander Kwaśniewski le otorgó la Gran Cruz (primera clase) de la Orden del Mérito de la República de Polonia.
Weiss hablaba hebreo, yiddish, polaco, ruso e inglés.